# Махота Петро Семенович
Петро Семенович Махота (15 грудня 1920, село Привільне, тепер Солонянського району Дніпропетровської області — 21 травня 1997, місто Дніпропетровськ, тепер Дніпро) — український діяч, новатор у металургійній промисловості, сталевар мартенівського цеху Дніпропетровського металургійного заводу імені Петровського. Герой Соціалістичної Праці (19.07.1958). Депутат Верховної Ради УРСР 5—6-го скликань. Член ЦК КПУ в 1960—1966 р.

## Життєпис
Народився в селянській родині. Закінчив шість класів школи. У 1937 році розпочав трудову діяльність колгоспником колгоспу «Нове життя» Солонянського району Дніпропетровської області.
У 1940 році призваний до Червоної армії. Учасник німецько-радянської війни, воював у складі 135-го стрілецького полку військ НКВС.
Член ВКП(б) з 1943 року.
Після демобілізації влаштувався у 1946 році на роботу учнем сталевара мартенівського цеху Дніпропетровського металургійного заводу імені Петровського. Потім працював сталеваром. Був ініціатором руху виплавки сталі понад план в 500 тонн під гаслом «Надплановий почин — для потреб сільського господарства». Встановив рекорд, провівши плавку в 300-тонній печі за п'ять годин. У 1956 році обирався делегатом XX з'їзду КПРС.
У 1973—1997 роках — помічник майстра мартенівського цеху Дніпропетровського металургійного заводу імені Петровського.

## Нагороди та відзнаки
- Герой Соціалістичної Праці (19.07.1958)
- орден Леніна (19.07.1958)
- орден Червоної Зірки (9.01.1943)
- орден Вітчизняної війни ІІ ст. (11.03.1985)
- медаль «За трудову відзнаку» (24.02.1954)
- медаль «За трудову доблесть» (28.05.1960)
- медаль «За перемогу над Німеччиною у Великій Вітчизняній війні 1941—1945 рр.»
- почесне звання «Почесний громадянин міста Дніпропетровська» (1978)